# Chiletinamo
Chiletinamo (Nothoprocta perdicaria) är en fågel i familjen tinamoer inom ordningen tinamofåglar.

## Utbredning och systematik
Chiletinamo delas in i två underarter:
- Nothoprocta perdicaria perdicaria – förekommer i halvtorra gräsmarker i norra och centrala Chile, från Atacama till Ñuble
- Nothoprocta perdicaria sanborni – förekommer i södra och centrala Chile, från Maule till Llanquihue och angränsande delar av Argentina

## Status och hot
Arten har ett stort utbredningsområde, men tros minska i antal, dock inte tillräckligt kraftigt för att den ska betraktas som hotad. Internationella naturvårdsunionen IUCN listar arten som livskraftig (LC).